# 1000 de La Gauchetière
1000 de La Gauchetière je mrakodrap v kanadském Montréalu. S výškou 205 m je nejvyšší budovou města. Budova má 51 pater. V atriu budovy se nachází kluziště.
Budova byla navržena architekty z Lemay & Associates a Dimakopoulos & Associates a postavena společností Pomerleau Inc., která je největší stavební společností v Kanadě. Dokončena byla v roce 1992, čili ve stejnou dobu jako nedaleký mrakodrap 1250 René-Lévesque. Je příkladem postmoderní architektury, což dokazuje charakteristická trojúhelníková měděná střecha a čtyři rotundovité rohy základny sloužící jako vchody. Ty byly inspirovány katedrálou Cathédrale Marie-Reine-du-Monde, která se nachází naproti této budově. Jsou rovněž pokračováním trendu, který začal mrakodrap KPMG Tower nacházející se v bezprostřední vzdálenosti katedrály Cathédrale Christ Church de Montréal.
Celková výška budovy je 205 metrů. Nejvyšší v Montrealu je pouze v případě, pokud je výška budovy počítána jako výška střechy nad úrovní ulice; nedaleká 1250 René-Lévesque má spolu s anténou 226,5 metru a Tour CIBC 225 m. Při pohledu na horizont města se 1000 de La Gauchetière zdá být nižší, protože byla postavena v nižší nadmořské výšce než jiné mrakodrapy. Budova má betonové jádro. Slouží v ní 22 výtahů.
Jedním ze vzorů pro návrh 1000 de La Gauchetière byl mrakodrap Chase Tower v texaském Dallasu od architektonické společnosti Skidmore, Owings and Merrill. Kromě kanceláří se v budově nachází i kluziště, hlavní Montrealský autobusový terminál Downtown Terminus a vstupy do metra, montrealské hlavní nádraží, železniční stanice Lucien-L'Allier a stanice metra Bonaventure.